# 徐道興
徐道興（？—1647年），歸德府睢州人，明朝、南明軍事人物。

## 生平
徐道興在崇禎末年擔任雲南都司經歷，署任師宗州知州，在當地廉潔愛民；孫可望入雲南攻陷曲靖，徐道興召集群眾勸告他們離開，自己留下則是應份。各人在雨中哭著離去，只留下他的一位僕人，他拿出二錠金對僕人說：「這時你的俸金。一錠給你，一錠拿來買棺材收殮我。」僕人哭者請求跟隨死去，他回答：「你死了，誰來收殮我的遺骨？」因此二人舉酒痛飲。孫可望下令徐道興出來迎接，他拿起手中的杯子擲向孫可望，大罵：「我是朝廷命官，怎會向你求存命！」結果遇害。

## 引用
1. 1 2  錢海岳《南明史·卷六十三·列傳第三十九》：徐道興，睢州人。以經歷署師宗知州。聞曲靖被屠，集士民諭之曰：「城守乎？」眾曰：「力薄兵寡，何以禦之？」曰：「然若等何辜徒膏兵刃，速去，毋顧我。我死分也。」士民請與偕，厲聲曰：「失守疆土，安所逃死？」
2. ↑  《明史·卷二百九十五·列傳第一百八十三》：徐道興，睢州人。崇禎末，官雲南都司經歷，署師宗州事，廉潔愛民。孫可望等入雲南，破曲靖。……道興見賊逼，集士民諭之曰：「力薄兵寡，不能抗賊，吾死分也。若等可速去。」民請偕行，道興厲聲曰：「封疆之臣死封疆，吾將安之！」
3. ↑  錢海岳《南明史·卷六十三·列傳第三十九》：眾灑淚去，署中止一僕，出白金二錠授之，曰：「此俸金也。一以賜汝，一買棺殮我。」僕哭請從死，曰：「爾死，誰收吾骨？」舉酒痛飲。孫可望令出迎，道興擲手中杯擊之曰：「吾朝廷命吏，肯從爾求活耶！」遂遇害。
4. ↑  《明史·卷二百九十五·列傳第一百八十三》：眾雨泣辭去。舍中止一僕，出俸金二錠授之曰：「一以賜汝，一買棺斂我。」僕大哭，請從死。道興曰：「爾死，誰收吾骨？」僕叩頭號泣乃去。及賊入署，令出迎其將。道興大罵，擲酒杯擊之，罵不絕口，遂被殺。

## 延伸阅读
[在维基数据编辑]
 《明史卷二百九十五》，出自《明史》